# Мястечко
Мястечко (на беларуски: мястэчка; на полски: miasteczko; на украински: мiстечко; на чешки: městys; на литовски: miestelis; на латвийски: miests) е вид населено място в Жеч Посполита и Руската Империя.
Мястечко е градче с характерно и типично търговско и занаятчийско население и произтичащите от тази особеност планировка и инфраструктура. Обикновено тези селища са по-малки от същинските градове, но основната разлика с тях е, че не разполагат с право на самоуправление - магдебургско право.